# I Am Australian
« I Am Australian » (ou « We Are Australian ») est une chanson australienne populaire écrite en 1987 par Bruce Woodley du groupe The Seekers et Dobe Newton du groupe The Bushwackers. Ses paroles contiennent de nombreuses références historiques et culturelles, telles que le digger, Albert Namatjira et Ned Kelly, entre autres. Sa popularité lui a permis de rejoindre les rangs d'autres chansons patriotiques considérées comme des alternatives à l'hymne national australien « Advance Australia Fair ». Il est couramment enseigné dans les écoles primaires.
Au fil des ans depuis sa sortie, la chanson a été proposée pour devenir l'hymne national de l'Australie, notamment en 2011 par l'ancien Premier ministre de l'État de Victoria, Jeff Kennett.